# Mrčajevci
Mrčajevci (sr. Мрчајевци) je naselje u Republici Srbiji u općini Čačak u Moravičkom okrugu. Prema popisu iz 2011. bilo je 2767 stanovnika.

Do 1965. godine je ovo naselje bilo sjedište općine Mrčajevci koju su činila naseljena mjesta: Bečanj, Bresnica, Donja Gorevnica, Donja Trepča, Gornja Trepča, Katrga, Mojsinje, Mrčajevci, Ostra, Stančići i Vujetinci. Poslije ukidanja općiine područje bivše općiine je u cijelosti ušlo u sastav općiine Čačak.

Naselje je poznato kao rodno mjesto srpskog pjevača narodne glazbe Miroslava Ilića. Često mu mediji tepaju sintagmom "Slavuj iz Mrčajevaca".

## Demografija
Prosječna starost stanovništva iznosi 43,5 godina (42,6 kod muškaraca i 44,2 kod žena). U naselju ima 870 domaćinstava, a prosječan broj članova po domaćinstvu je 3,08.

Etnički sastav prema popisu iz 2002.: Srbi 97,79 %, Crnogorci 0,71 %, Romi 0,71 %, Makedonci 0,11 %, Hrvati 0,07 %, Slovenci 0,03 %, Bugari 0,03 %, nepoznato 0,48 %.

## Gospodarstvo
Osnovna gospodarska grana u Mrčajevacima je poljoprivreda:ratarstvo, povrtlarstvo, voćarstvo i stočarstvo.

## Kultura
U Mrčajevcima se svake godine u rujnu održava „Kupusijada“, gdje se kuhari natječu u kvalitetnom spremanju domaćeg kupusa. Tada veliki broj ljudi iz okolnih mjesta posjeti ovo naselje.  

Nogometni klub "Orlovac" svake godine u lipnju organizira turnir omladinskih ekipa pod nazivom Trofej Mrčajevci. Turnir ima međunarodni karakter.

1950. godine u Mrčajevcima rodio se jedan od najpoznatijih izvođača srpske narodne glazbe, Miroslav Ilić.